# Море Ненастья
Мо́ре Нена́стья (лат. Mare Hiemis) — маленькая область на поверхности Луны, расположенная на дне кратера Шлютер. Это название не входит в современный официальный список объектов на лунной поверхности, составленный Международным Астрономическим союзом.

## Этимология
Море Ненастья также известно под названием Море Зимы (не путать с Озером Зимы). Этот объект впервые появился под № 1319—1321 в каталоге Ю. Франца (Julius Heinrich Franz) «Die Randlandschaften des Mondes», изданном в 1913 году, вместе с морями Весны, Лета и Осени (позже назваными озёрами).
Море Ненастья под № 1975a было включено в первую официальную номенклатуру объектов на поверхности Луны Международного Астрономического союза, изданную М. Благг и К. Мюллером в 1935 году.
Море Ненастья было исключено из обновлённой номенклатуры в 1961 году в соответствии с «Photographic Lunar Atlas», изданным Дж. Койпером в 1960 году. Это связано с тем, что на снимках, сделанных орбитальными аппаратами, было видно, что Море Ненастья представляет собой небольшой участок, не заслуживающий отдельного названия.